# سرالونجا دآلبا
سرالونجا دآلبا (به ایتالیایی: Serralunga d'Alba) یک کومونه در ایتالیا است که در استان کونیو واقع شده‌است. سرالونجا دآلبا ۸٫۴۴ کیلومتر مربع مساحت و ۵۰۷ نفر جمعیت دارد و ۴۱۴ متر بالاتر از سطح دریا واقع شده‌است.

## نگارخانه

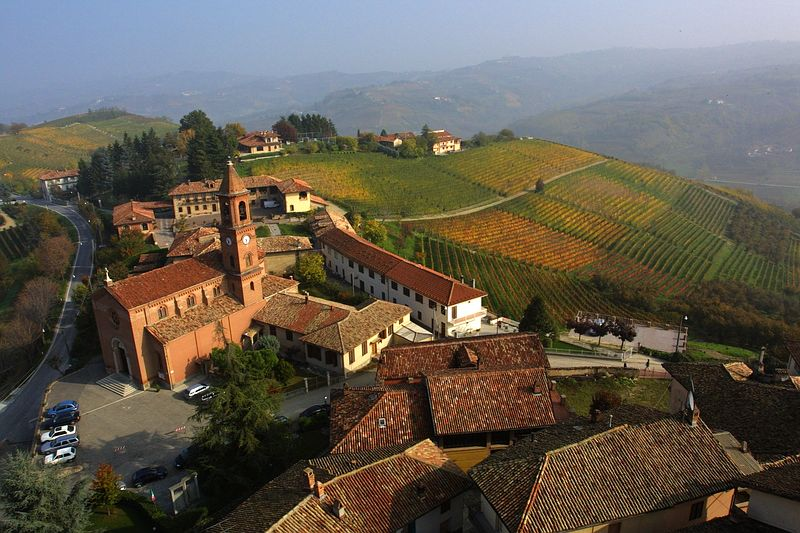
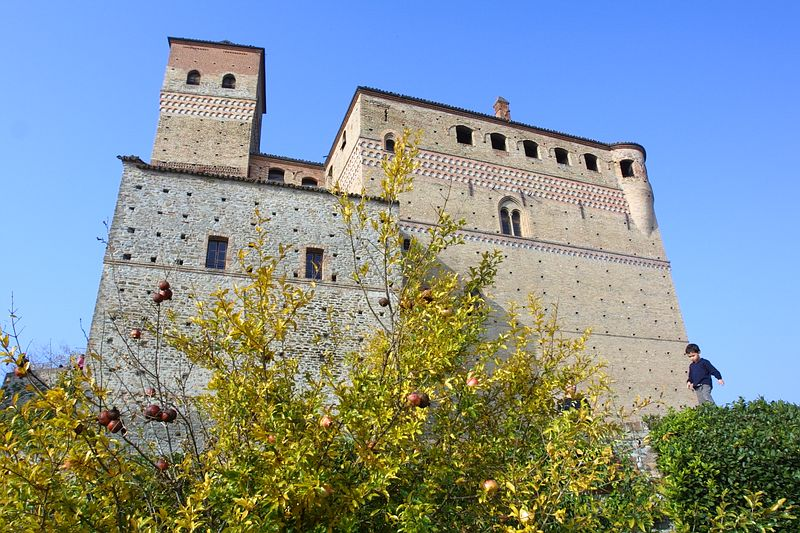